# Johan Hin

12-Fuß-Dinghy

Johannes Jozef Antonius „Johan“ Hin (* 3. Januar 1899 in Haarlem; † 29. Juni 1957 ebenda) war ein niederländischer Segler und Dokumentarfilmer.

## Erfolge
Johan Hin nahm an den Olympischen Spielen 1920 in Antwerpen teil. Mit seinem jüngeren Bruder Frans und seinem Vater Cornelis startete er mit dem 12-Fuß-Dinghy Beatrijs III und unterlag am 7. Juli im ersten Rennen dem einzigen gegnerischen Boot, der Boreas, die von Arnoud van der Biesen und Petrus Beukers gesteuert wurde. Während des zweiten Rennens am 8. Juli driftete eine der Kursbojen ab, weshalb das Rennen annulliert wurde. Da die belgischen Veranstalter in dieser Woche das Rennen nicht wiederholen konnten, baten sie das Niederländische Olympische Komitee, zwei Ersatzrennen am 3. September in den Niederlanden zu organisieren, da beide Boote aus niederländischen Crews bestanden. Diese fanden dann auf dem Buiten-IJ statt: der Hin-Familie gelang in der Wiederholung des zweiten Rennens zunächst der 1:1-Ausgleich und besiegte die Boreas auch im dritten Rennen, womit sie Olympiasieger wurden. Während Johan Hin bei sämtlichen Rennen Teil der Crew und sein Vater Cornelis Skipper war, war sein Bruder Frans erst ab den beiden in den Niederlanden stattfindenden Rennen dabei, da er – zu dem Zeitpunkt 14 Jahre alt – für die ersten beiden Rennen keine Freigabe seiner Schule erhalten hatte. Damit war er auch der jüngste Olympiasieger der Spiele 1920. 1924 sollte sein Vater Cornelis ursprünglich bei den Olympischen Spielen in Paris im Monotyp starten, wurde aufgrund einer rheumatischen Erkrankung aber von Johan Hin ersetzt. Den Wettbewerb beendete Hin auf dem fünften Platz.
In Antwerpen verbrachte Johan Hin mehrere Jahre in einem Benediktinerkloster, wo er sich Ansgar nannte. Er kehrte schließlich nach Haarlem zurück, wurde Dokumentarfilmer und arbeitete u. a. mit Joris Ivens (1898–1989) und Hans Richter (1888–1976) zusammen. Seit 1937 war filmisch sein Hauptthema das Segeln, zum Beispiel der Film 4000 Mijl onder Zeil (deutsch 4.000 Meilen unter Segeln). Bis 1949 erstellte er 25 Dokumentarfilme. Um seinen Lebensunterhalt zu bestreiten, arbeitete er nebenbei in der Strumpffabrik seines Vaters.